# 天領日田おひなまつり
天領日田おひなまつり（てんりょうひたおひなまつり）は、大分県日田市にて毎年2月15日から3月31日の間に開催される雛祭りである。

## 概要
江戸時代に天領として栄えた大分県日田市には、江戸・明治の頃からの雛人形が多く残っている。数十軒の施設で雛人形の見学ができ、「天領日田おひなまつり」開催期間中は多くの観光客で賑わう。市内の三隈幼稚園には、1927年にアメリカから寄贈された「青い目の人形」が現在も残されており、毎年この時期にパレードに参加している。

## 主な展示施設
- 草野本家
- 廣瀬資料館
- 日本丸館
- 天領日田資料館
- 日田祇園山鉾会館